# Stary Brześć
Stary Brześć – wieś w Polsce położona w województwie kujawsko-pomorskim, w powiecie włocławskim, w gminie Brześć Kujawski.
Na terenie wsi znajdował się pierwotny Brześć Kujawski, który otrzymał prawa miejskie magdeburskie około 1250 roku. Tu znajdował się także gród z rezydencją Piastów Kujawskich oraz kościół wzmiankowany w 1264 roku. Przypuszczalnie to na terenie grodu w Starym Brześciu urodził się zjednoczyciel Królestwa Polskiego późniejszy król Władysław Łokietek. Pod koniec XIII wieku miasto przeniesiono w obecne miejsce, w którym znajduje się Brześć Kujawski, a Stary Brześć zamienił się w wieś.
W latach 1975–1998 miejscowość administracyjnie należała do województwa włocławskiego. Według Narodowego Spisu Powszechnego (III 2011 r.) liczyła 461 mieszkańców. Jest trzecią co do wielkości miejscowością gminy Brześć Kujawski.

## Części wsi
| SIMC    | Nazwa     | Rodzaj    |
| ------- | --------- | --------- |
| 1032634 | Błota     | część wsi |
| 1032798 | Korea     | część wsi |
| 1033059 | Smętowo   | część wsi |
| 1033160 | Żołnierka | część wsi |

## Zabytki
Według rejestru zabytków NID na listę zabytków wpisany jest zespół szkoły rolniczej, budowa: 1920-1925, nr rej.: A/1302 z 9.06.1986:
- szkoła
- dom nauczyciela (obecnie przedszkole)
- dom mieszkalny
- spichrz
- stodoła
- chlew
- warsztat
- ogrodzenie